# Mirallos
Mirallos (llamada oficialmente Santa María de Mirallos) es una parroquia y una aldea del municipio español de La Peroja, en la provincia de Orense, Galicia.

## Organización territorial
La parroquia está formada por ocho entidades de población:
- Berdelle
- Bouzalonga (Bouza Longa)
- Casarizas (As Casarizas)
- Fuentefría (Fontefría)
- Mirallos
- Salceda
- San Nicolás (San Nicolao)
- Senón

## Demografía

### Parroquia
| Gráfica de evolución demográfica de Mirallos (parroquia) entre 2000 y 2023 |
|                                                                            |
| Datos según el nomenclátor publicado por el INE.                           |

### Aldea
| Gráfica de evolución demográfica de Mirallos (aldea) entre 2000 y 2023 |
|                                                                        |
| Datos según el nomenclátor publicado por el INE.                       |